# いじめ動画
いじめ動画（いじめどうが）とは、いじめを行った際に携帯電話のカメラなどで撮影した動画のことである。

## 概要
ネットいじめの一種。性的描写がある場合サイバー犯罪としての性的いじめとなる。
匿名掲示板などに掲示される場合もある。ネット上に流出した動画を放置した事でケースが悪化する場合があり、いわゆる「炎上」が起こる可能性もある。
いじめ動画の掲載は、掲載元の確認が比較的容易に出来るため、その殆どがいじめ加害者の特定につながっている。しかしそれでもこういった事件の多くでは、問題が単なる仲間内の悪質な悪ふざけにとどまらないという意識も希薄なままアップロードするものは後を絶たず、社会問題として取り沙汰されている。
2007年にはイギリスでネットいじめ防止キャンペーンに、こういった動画をインターネットで配付する行為に関する疑問提起が成されており、この問題が日本国内だけではなくインターネット利用が一般的となった先進国に普遍的な問題であることも散見される。
特に性的なものに関しては、インターネット・ホットラインセンターという機関があり、そこのホームページにアクセスし、(性的なものは児童ポルノとして)「通報する」をクリックし、ホームページアドレスなど入力すれば削除依頼をすることができる。YouTubeにアップロードされているものについては動画の下の「フラグ」、その他の動画サイトにアップロードされていれば「違反通告」などがあればクリックをして削除依頼ができる。